# Odylio Denys
Odylio Denys (Santo Antônio de Pádua, 17 de fevereiro de 1892 — Rio de Janeiro, 5 de novembro de 1985) foi um marechal brasileiro.

## Biografia
Filho de Otávio Denys e de Maria Luísa Denys, ingressou no Exército Brasileiro na Escola Militar do Realengo, onde fez os cursos de Infantaria e Cavalaria. Foi declarado Aspirante a oficial em abril de 1915 e e destacado para servir em Bagé (RS).
Foi um dos integrantes da "Missão Indígena", grupo de instrutores que, baseados em princípios do Exército Prussiano, revolucionou o ensino na Escola Militar do Realengo a partir de 1919. Em junho de 1921, foi promovido a primeiro-tenente. Em 1922, participou do levante deflagrado por jovens oficiais do Exército contra o governo federal, que deu início ao ciclo de revoltas tenentistas que marcariam a política brasileira na década de 1920.
A partir de 1º de novembro de 1930, passou a exercer o comando da Escola de Sargentos de Infantaria da Vila Militar, pelo qual respondeu até agosto de 1931, quando foi transferido para o 2º Regimento de Infantaria, igualmente sediado na Vila Militar, sem prejuízo do curso que começou a fazer na Escola de Aperfeiçoamento de Oficiais, sob orientação da missão militar francesa.
Em 1933, foi convocado pelo ministro da Guerra, general Góis Monteiro, para servir como seu oficial-de-gabinete. Nessa função permaneceu de janeiro de 1934 a maio de 1935, quando foi indicado para cursar a Escola de Estado-Maior. Em setembro de 1937, foi promovido a tenente-coronel e designado para comandar o 7º Batalhão de Caçadores, em Porto Alegre.
Em 13 de maio de 1938, Denys foi designado, por indicação do presidente Getúlio Vargas para comandar o 1º Batalhão de Caçadores, em Petrópolis. Nesse mesmo mês, foi promovido a coronel e nomeado comandante do Batalhão de Guardas da capital da República. Ficou apenas três meses no Batalhão de Guardas, retornando a Petrópolis, de onde só sairia em março de 1940. Em junho desse ano, foi convidado para comandar a Polícia Militar do Distrito Federal, então na cidade do Rio de Janeiro. Em 1942, foi promovido a general de brigada.
Em 1946, ocupou a secretaria geral do Ministério da Guerra, sendo depois enviado para comandar a 8ª Região Militar, em Belém. Comandou a 3ª Divisão de Infantaria, em Santa Maria, entre setembro e novembro de 1946.
Promovido a general de divisão em outubro de 1946, no mês seguinte passou a comandar a 1ª Divisão de Infantaria. Ali foi mantido até dezembro de 1948. Em seguida, comandou a Zona Militar Centro, em São Paulo. Exerceu essa função entre 21 de fevereiro de 1949 e 3 de abril de 1950.
Em abril de 1950, foi designado para chefiar o Departamento Geral de Administração do Exército. Nessa função, foi promovido a general de exército em agosto de 1952. Um mês depois, embarcou para Porto Alegre, onde assumiu o comando da Zona Militar Sul, que exerceu de 21 de março de 1953 a 14 de junho de 1954.
Em seguida, assumiu o comando da Zona Militar Leste, onde permaneceria até 1960. Com o suicídio do presidente Vargas, sua missão consistiu em manter a ordem na capital, impedindo depredações contra a embaixada norte-americana e o Ministério da Aeronáutica, alvos principais da indignação popular ante o desfecho dos acontecimentos. A conduta de Denys durante a crise foi elogiada pelo ministro da Guerra, general Henrique Teixeira Lott, que decidiu mantê-lo no comando da Zona Militar.
Foi amigo pessoal do general Lott, tendo aconselhado a este, então ministro da Guerra do presidente Café Filho, a realizar o contragolpe para depor o presidente em exercício, Carlos Luz, que realizava um golpe com o apoio do deputado Carlos Lacerda contra a posse do presidente eleito Juscelino Kubitschek, em 11 de novembro de 1955.
Com a posse de Juscelino Kubitschek e João Goulart na presidência e vice-presidência da República em 31 de janeiro de 1956, Denys permaneceu no comando da Zona Militar Leste. Em conseqüência de sua participação nos acontecimentos de 11 de novembro, foi um dos chefes militares mais combatidos pelas correntes políticas com as quais iria fazer aliança mais tarde, em 1961 e 1964. Esses ataques tornaram-se mais agressivos em agosto de 1956, quando Juscelino, baseado em lei do Congresso Nacional, conhecida na época como Lei Denys, adiou por dois anos sua transferência para a reserva. Nesse mesmo mês houve mudanças nominais na estrutura militar do Exército. As zonas militares Leste, Centro, Sul e Norte passaram a denominar-se, respectivamente, I, II, III e IV Exércitos. Foi criado também, para o extremo norte do país, o Comando Militar da Amazônia, com sede na capital paraense. Denys foi confirmado no comando que exercia, agora dito do I Exército.
O prazo concedido pela Lei Denys esgotou-se em agosto de 1958. Foi, porém, transferido para a reserva por Juscelino e reconvocado em seguida para o serviço ativo, conservando-se no comando do I Exército, já no posto de marechal, até 15 de fevereiro de 1960.
Em seguida, foi nomeado ministro da Guerra, cargo que exerceu entre 15 de fevereiro de 1960 e 7 de setembro de 1961. No entanto, após a vitória de Jânio Quadros, em 3 de outubro de 1960, os oficiais da Cruzada não se mostraram passivamente favoráveis à sua continuação no ministério.
Em 31 de janeiro de 1961, Jânio assumiu a presidência na nova capital da República, Brasília, inaugurada no ano anterior por Juscelino Kubitschek. Em meados de 1961, confiou ao vice-presidente João Goulart uma extensa missão de boa vontade à Europa Oriental e à República Popular da China. Inesperadamente, em 25 de agosto, depois de participar das comemorações do Dia do Soldado em Brasília, o presidente Jânio Quadros enviou comunicação ao Congresso Nacional informando que renunciava à presidência da República.
Os ministros militares reuniram-se sob a presidência de Denys para um exame da situação, concluindo pela inconveniência da posse de Goulart. Alegava Denys, juntamente com Sílvio Heck, ministro da Marinha, e Gabriel Grün Moss, ministro da Aeronáutica, que o passado político de Goulart, ligado às organizações sindicais, e comprometido com o desencadeamento de todos os movimentos grevistas ocorridos no país desde o início da década de 1950, configurava uma ameaça ideológica às forças conservadoras. Os três ministros constituíram uma junta militar, que na prática foi quem governou durante os 13 dias em que o paulista Ranieri Mazzilli, presidente da Câmara, esteve na presidência da República interinamente, esperando Jango voltar de viagem à China.
Nessa ocasião, já com relações estremecidas, Denys mandou prender Lott que escreveu um texto defendendo a Constituição de 1946, que garantia a posse de João Goulart, hostilizado pelos militares conservadores.
Como a divisão das Forças Armadas começasse a se generalizar, caminhando para o risco de uma confrontação, o marechal Denys e seus colegas Grün Moss e Sílvio Heck lançaram um manifesto explicando as razões da impugnação militar à posse do sucessor legal de Jânio. Diante do impasse militar, o problema retornou ao poder de decisão dos políticos e dos partidos. O Congresso, no dia 2 de setembro de 1961, modificou a Constituição, instituindo o sistema parlamentarista de governo, no qual os poderes de Goulart seriam consideravelmente reduzidos.
A 7 de setembro, Goulart tomou posse perante o Congresso e todo o gabinete de Jânio Quadros foi substituído. Para o lugar do marechal Denys no Ministério da Guerra, foi nomeado o general João de Segadas Viana. Denys deixou Brasília e chegou ao Rio no dia 8 de setembro, sendo festivamente recebido pelos militares que o apoiaram durante a crise. A partir dessa data, afastou-se definitivamente do Exército e, aos 69 anos de idade, recomeçou a conspirar contra João Goulart.
Depois de abril de 1964, não exerceu maior atividade política ou militar. Em 1967, foi convidado pelo novo chefe da nação, marechal-presidente Humberto Castelo Branco, para ser presidente de honra da Aliança Renovadora Nacional (Arena), partido criado em 1966 após a extinção das antigas agremiações políticas pelo Ato Institucional nº 2, em 27 de outubro de 1965, para fortalecer as bases do governo no Congresso. Não aceitou a oferta, declarando que a militância partidária nunca fora objeto de suas cogitações.
Casou-se com Maria Helza Bayma Denys, com quem teve cinco filhos. Seu filho, o general Rubens Bayma Denys foi ministro-chefe da Casa Militar no governo do presidente José Sarney e ministro dos Transportes no governo do presidente Itamar Franco.
Faleceu na cidade do Rio de Janeiro, no dia 5 de novembro de 1985.